# Funzione G di Meijer
In matematica, la funzione G di Meijer è una funzione introdotta da Cornelis Simon Meijer nel 1936 con il proposito di definire una funzione molto generale che potesse includere come caso particolare la maggior parte delle funzioni speciali allora note. Questo non fu l'unico tentativo in questo senso: già la funzione ipergeometrica e la funzione E di MacRobert avevano lo stesso scopo, ma la funzione di Meijer andò oltre includendo anche queste altre funzioni come caso particolare. La prima definizione di Meijer fu fatta attraverso una serie; oggigiorno la definizione utilizzata è quella attraverso un opportuno integrale in campo complesso, ideato da Erdélyi nel 1953. Con la corrente formulazione, è possibile esprimere la maggior parte delle funzioni speciali in termini della funzione G di Meijer e della funzione Gamma.
Oltre a consentire la rappresentazione della maggior parte delle funzioni speciali, la funzione G gode di diverse proprietà, come il fatto che l'insieme di tutte le funzioni G di Meijer è chiuso rispetto alle derivazione e integrazione indefinita.

## Definizione
La funzione {\displaystyle G} in generale è definita nel campo complesso dal il seguente integrale:
{\displaystyle G_{p,q}^{m,n}\left(\left.{\begin{matrix}a_{1},\dots ,a_{p}\\b_{1},\dots ,b_{q}\end{matrix}}\;\right|\;z\right)={\frac {1}{2\pi i}}\int _{L}{\frac {\prod _{j=1}^{m}\Gamma (b_{j}-s)\prod _{j=1}^{n}\Gamma (1-a_{j}+s)}{\prod _{j=m+1}^{q}\Gamma (1-b_{j}+s)\prod _{j=n+1}^{p}\Gamma (a_{j}-s)}}z^{s}ds}
nel rispetto delle seguenti ipotesi:
- {\displaystyle 0\leq m\leq q}, {\displaystyle 0\leq n\leq p} e {\displaystyle p\leq q-1}
- {\displaystyle z\neq 0}
- nessuna coppia delle {\displaystyle b_{k},(k=1,2,\dots ,m)} differisce di un intero o zero
- i parametri {\displaystyle a_{h}} e {\displaystyle b_{h}} sono tali che nessun polo della {\displaystyle \Gamma (b_{j}-s),j=1,2,\dots ,m} coincida con qualunque polo della {\displaystyle \Gamma (1-a_{k}+s),k=1,2,\dots ,n}
- {\displaystyle a_{j}-b_{k}\neq 1,2,3,\dots } per {\displaystyle j=1,2,\dots ,n} e {\displaystyle k=1,2,\dots ,m}
- nel caso {\displaystyle p=q} la funzione ha senso solo per {\displaystyle |z|<1}

La funzione {\displaystyle G} è una funzione analitica di {\displaystyle z} con un punto di discontinuità nell'origine. Per comodità si introduce una notazione più compatta sfruttando dei vettori:
{\displaystyle G_{p,q}^{m,n}\left(\left.{\begin{matrix}a_{1},\dots ,a_{p}\\b_{1},\dots ,b_{q}\end{matrix}}\;\right|\;z\right)=G_{p,q}^{m,n}\left(\left.{\begin{matrix}\mathbf {a_{p}} \\\mathbf {b_{q}} \end{matrix}}\;\right|\;z\right)}
La {\displaystyle L} nell'integrale della definizione sta ad indicare il percorso di integrazione. Ci sono tre diversi percorsi possibili:
- {\displaystyle L} va da {\displaystyle -i\infty } a {\displaystyle +i\infty } in modo che tutti i poli di:

{\displaystyle \Gamma (b_{j}-s),j=1,2,\dots ,m}
si trovino alla destra del percorso, mentre tutti i poli di:
{\displaystyle \Gamma (1-a_{k}+s),k=1,2,\dots ,n}
si trovino alla sinistra del percorso. Affinché l'integrale converga, è necessario che:
{\displaystyle \delta =m+n-{\frac {1}{2}}(p+q)>0\qquad |\arg z|<\delta \pi }
Definendo:
{\displaystyle \nu =\sum _{j=1}^{q}b_{j}-\sum _{j=1}^{p}a_{j}}
nel caso in cui:
{\displaystyle |\arg z|=\delta \pi \qquad \delta \geq 0}
quando {\displaystyle p=q} l'integrale converge assolutamente se {\displaystyle {\mbox{Re }}\{\nu \}<-1}, mentre quando {\displaystyle p\neq q}, scomponendo {\displaystyle s=\sigma +i\tau } (con {\displaystyle \sigma } e {\displaystyle \tau } reali) l'integrale converge assolutamente se, con {\displaystyle \tau \to \infty }, è verificata la seguente disuguaglianza:
{\displaystyle (q-p)\sigma >{\mbox{Re }}\{\nu \}+1-{\frac {1}{2}}}
- {\displaystyle L} è un percorso chiuso che inizia e finisce a {\displaystyle +\infty } e circonda tutti i poli della  {\displaystyle \Gamma (b_{j}-s)} (con {\displaystyle j=1,2,\dots ,m}) una sola volta dirigendosi verso {\displaystyle -\infty }, ma non circonda nessun polo di {\displaystyle \Gamma (1-a_{k}+s)} (con {\displaystyle k=1,2,\dots ,n}). L'integrale converge se {\displaystyle q\geq 1} e {\displaystyle p\leq q}; nel caso particolare di {\displaystyle p=q} il raggio di convergenza è unitario, ovvero {\displaystyle |z|<1}.
- {\displaystyle L} è un percorso chiuso che inizia e finisce a {\displaystyle -\infty } e circonda tutti i poli della {\displaystyle \Gamma (1-a_{k}+s),k=1,2,\dots ,n} una sola volta dirigendosi verso {\displaystyle -\infty }, ma non circonda nessun polo di {\displaystyle \Gamma (b_{j}-s),j=1,2,\dots ,m}. L'integrale converge se {\displaystyle p\geq 1} e {\displaystyle p\geq q}; nel caso particolare di {\displaystyle p=q} si deve avere {\displaystyle |z|>1}.

Si dimostra che, se la funzione {\displaystyle G} è definita per più di uno di questi percorsi {\displaystyle L}, allora il risultato è lo stesso. Se l'integrale converge solo per uno di questi percorsi, allora tale percorso è l'unico da considerarsi. Se l'integrale converge quando viene calcolato lungo il secondo percorso, allora la funzione {\displaystyle G} può essere espressa come somma di residui, facendo uso della funzione ipergeometrica generalizzata:
{\displaystyle G_{p,q}^{m,n}\left(\left.{\begin{matrix}\mathbf {a_{p}} \\\mathbf {b_{q}} \end{matrix}}\;\right|\;z\right)=\sum _{h=1}^{m}{\frac {\prod _{j=1}^{m}\Gamma (b_{j}-b_{h})^{*}\prod _{j=1}^{n}\Gamma (1+b_{h}-a_{j})z^{b_{h}}}{\prod _{j=m+1}^{q}\Gamma (1+b_{h}-b_{j})\prod _{j=n+1}^{p}\Gamma (a_{j}-b_{h})}}\times \;_{p}F_{q-1}\left(\left.{\begin{matrix}1+b_{h}-\mathbf {a_{p}} \\(1+b_{h}-\mathbf {b_{q}} )^{*}\end{matrix}}\;\right|\;(-1)^{p-m-n}z\right)}
Tale definizione è valida solo quando l'integrale calcolato lungo il percorso 2 converge, ovvero {\displaystyle p<q}, con il caso limite di {\displaystyle p=q} e {\displaystyle |z|<1}. Gli asterischi hanno un significato particolare: nella produttoria l'asterisco ricorda di ignorare il caso {\displaystyle b_{j}=b_{h}}, ponendolo uguale ad uno. Nel secondo caso, nell'argomento della funzione ipergeometrica, ricordando il significato della notazione compatta:
{\displaystyle 1+b_{h}-\mathbf {b_{q}} =(1+b_{h}-b_{1})\cdots (1+b_{h}-b_{i})\cdots (1+b_{h}-b_{q})}
l'asterisco ricorda di ignorare il caso {\displaystyle b_{i}=b_{h}}, ponendolo nuovamente uguale ad uno. Nel caso in cui {\displaystyle m=0}, il secondo percorso non contiene nessun polo e quindi il valore dell'integrale è identicamente nullo. In altri termini:
{\displaystyle G_{p,q}^{0,n}\left(\left.{\begin{matrix}\mathbf {a_{p}} \\\mathbf {b_{q}} \end{matrix}}\;\right|\;z\right)=0\qquad p\leq q}
Da queste considerazioni si evince immediatamente come la funzione {\displaystyle G} sia un'ulteriore generalizzazione della funzione ipergeometrica generalizzata: infatti, nella definizione la funzione {\displaystyle G} è definita per ogni valore dei parametri {\displaystyle p} e {\displaystyle q}; nel caso particolare in cui l'integrale sia valido lungo il secondo percorso allora la funzione {\displaystyle G} può essere espressa attraverso la funzione ipergeometrica. In altri termini, l'introduzione della funzione {\displaystyle G} serve a dare una soluzione all'equazione ipergeometrica generalizzata anche per {\displaystyle p>q+1}.

### L'equazione differenziale della funzione G
In base alla sua definizione, si dimostra che la funzione {\displaystyle G} è soluzione della seguente equazione differenziale:
{\displaystyle \left[(-1)^{m+n-p}z\prod _{j=1}^{p}\left(z{\frac {d}{dz}}-a_{j}+1\right)-\prod _{i=1}^{q}\left(z{\frac {d}{dz}}-b_{i}\right)\right]U(z)=0}
L'ordine dell'equazione è {\displaystyle \max(p,q)}.

## Continuità analitica della funzione G
La seguente proprietà della funzione {\displaystyle G}, detta di continuità analitica, si dimostra direttamente dalla definizione:
{\displaystyle G_{p,q}^{m,n}\left(\left.{\begin{matrix}\mathbf {a_{p}} \\\mathbf {b_{q}} \end{matrix}}\;\right|\;z\right)=G_{q,p}^{n,m}\left(\left.{\begin{matrix}1-\mathbf {b_{q}} \\1-\mathbf {a_{p}} \end{matrix}}\;\right|\;{\frac {1}{z}}\right)}
Grazie a tale proprietà è possibile trasformare una funzione {\displaystyle G} con {\displaystyle p>q} in una che abbia {\displaystyle p<q} (o viceversa). In altri termini, è lecito utilizzare sempre la espressione della funzione {\displaystyle G} in termini della funzione ipergeometrica (quella valida solo nel caso in cui il percorso 2 converga), riconducendosi sempre al caso {\displaystyle p<q} sfruttando tale proprietà (nel caso {\displaystyle p=q} la formula continua ad essere valida nell'ipotesi {\displaystyle |z|<1}).

## Relazione tra funzione G e funzione ipergeometrica generalizzata
La funzione ipergeometrica generalizzata può sempre essere espressa in termini della funzione {\displaystyle G}:
{\displaystyle \;_{p}F_{q}\left(\left.{\begin{matrix}\mathbf {a_{p}} \\\mathbf {b_{q}} \end{matrix}}\;\right|\;z\right)={\frac {\Gamma (\mathbf {a_{p}} )}{\Gamma (\mathbf {b_{q}} )}}G_{p,q+1}^{1,p}\left(\left.{\begin{matrix}1-\mathbf {a_{p}} \\0,1-\mathbf {b_{q}} \end{matrix}}\;\right|\;-z\right)}
dove si è usata la notazione compatta:
{\displaystyle \Gamma (\mathbf {a_{p}} )=\prod _{j=1}^{p}\Gamma (a_{j})}
sfruttando la proprietà di continuità analitica, è possibile esprimere la stessa relazione in una forma leggermente diversa:
{\displaystyle \;_{p}F_{q}\left(\left.{\begin{matrix}\mathbf {a_{p}} \\\mathbf {b_{q}} \end{matrix}}\;\right|\;z\right)={\frac {\Gamma (\mathbf {a_{p}} )}{\Gamma (\mathbf {b_{q}} )}}G_{q+1,p}^{p,1}\left(\left.{\begin{matrix}1,\mathbf {b_{q}} \\\mathbf {a_{p}} \end{matrix}}\;\right|\;{\frac {-1}{z}}\right)}
entrambe le precedenti relazioni sono valide nell'ipotesi in cui la funzione {\displaystyle \;_{p}F_{q}(\cdot )} sia definita, ovvero {\displaystyle p\leq q} oppure {\displaystyle p=q+1} con {\displaystyle 0<|z|<1}.

## Proprietà elementari della funzione G
Come si vede dalla definizione, i fattori {\displaystyle \mathbf {a_{p}} } e {\displaystyle \mathbf {b_{q}} } sono rispettivamente al numeratore e al denominatore di una frazione; per questo motivo, se ci sono dei parametri uguali è possibile semplificarli, riducendo così l'ordine della funzione {\displaystyle G}. Se sia m o n l'ordine che deve scendere, dipende dalla posizione dei fattori l'uno rispetto all'altro. In pratica, se una delle {\displaystyle a_{h},h=1,2,\dots ,n} è uguale ad uno dei {\displaystyle b_{j},j=m+1,\dots ,q}, la funzione {\displaystyle G} si riduce ad una di ordine inferiore. Ad esempio:
{\displaystyle G_{p,q}^{m,n}\left(\left.{\begin{matrix}a_{1},\dots ,a_{p}\\b_{1},\dots ,b_{q-1},a_{1}\end{matrix}}\;\right|\;z\right)=G_{p-1,q-1}^{m,n-1}\left(\left.{\begin{matrix}a_{2},\dots ,a_{p}\\b_{1},\dots ,b_{q-1}\end{matrix}}\;\right|\;z\right)\qquad n,p,q\geq 1}
dualmente, se una delle {\displaystyle a_{h}} ({\displaystyle h=n+1,\dots ,p}) è uguale a una delle {\displaystyle b_{j}} ({\displaystyle j=1,2,\dots ,m}), allora la funzione {\displaystyle G} si riduce ad una di ordine inferiore. Ad esempio:
{\displaystyle G_{p,q}^{m,n}\left(\left.{\begin{matrix}a_{1},\dots ,a_{p-1},b_{1}\\b_{1},b_{2},\dots ,b_{q}\end{matrix}}\;\right|\;z\right)=G_{p-1,q-1}^{m-1,n}\left(\left.{\begin{matrix}a_{1},\dots ,a_{p-1}\\b_{2},\dots ,b_{q}\end{matrix}}\;\right|\;z\right)\qquad m,p,q\geq 1}
Inoltre, sempre dalla definizione, si dimostrano le seguenti relazioni:
{\displaystyle z^{\alpha }G_{p,q}^{m,n}\left(\left.{\begin{matrix}\mathbf {a_{p}} \\\mathbf {b_{q}} \end{matrix}}\;\right|\;z\right)=G_{p,q}^{m,n}\left(\left.{\begin{matrix}\mathbf {a_{p}} +\alpha \\\mathbf {b_{q}} +\alpha \end{matrix}}\;\right|\;z\right)}
{\displaystyle G_{p+1,q+1}^{m,n+1}\left(\left.{\begin{matrix}a,\mathbf {a_{p}} \\\mathbf {b_{q}} ,b\end{matrix}}\;\right|\;z\right)=(-1)^{r}G_{p+1,q+1}^{m+1,n}\left(\left.{\begin{matrix}\mathbf {a_{p}} ,a\\b,\mathbf {b_{q}} \end{matrix}}\;\right|\;z\right)\qquad q\geq m\quad a-b=r}
dove nella seconda {\displaystyle r} è intero o zero. Per quanto riguarda la differenziazione, sono valide le seguenti relazioni:
{\displaystyle {\frac {d}{dz}}\left[z^{-b_{1}}G_{p,q}^{m,n}\left(\left.{\begin{matrix}\mathbf {a_{p}} \\\mathbf {b_{q}} \end{matrix}}\;\right|\;z\right)\right]=-z^{-1-b_{1}}G_{p,q}^{m,n}\left(\left.{\begin{matrix}\mathbf {a_{p}} \\b_{1}+1,b_{2},\dots ,b_{q}\end{matrix}}\;\right|\;z\right)}
{\displaystyle {\frac {d}{dz}}\left[z^{-b_{q}}G_{p,q}^{m,n}\left(\left.{\begin{matrix}\mathbf {a_{p}} \\\mathbf {b_{q}} \end{matrix}}\;\right|\;z\right)\right]=z^{-1-b_{q}}G_{p,q}^{m,n}\left(\left.{\begin{matrix}\mathbf {a_{p}} \\b_{1},\dots ,b_{q-1},b_{q}+1\end{matrix}}\;\right|\;z\right)\qquad m<q\quad h=q}
{\displaystyle {\frac {d}{dz}}\left[z^{1-a_{1}}G_{p,q}^{m,n}\left(\left.{\begin{matrix}\mathbf {a_{p}} \\\mathbf {b_{q}} \end{matrix}}\;\right|\;z\right)\right]=z^{-a_{1}}G_{p,q}^{m,n}\left(\left.{\begin{matrix}a_{1}-1,a_{2},\dots ,a_{p}\\\mathbf {b_{q}} \end{matrix}}\;\right|\;z\right)\qquad n\geq 1}
{\displaystyle {\frac {d}{dz}}\left[z^{1-a_{p}}G_{p,q}^{m,n}\left(\left.{\begin{matrix}\mathbf {a_{p}} \\\mathbf {b_{q}} \end{matrix}}\;\right|\;z\right)\right]=-z^{-a_{p}}G_{p,q}^{m,n}\left(\left.{\begin{matrix}a_{1},\dots ,a_{p-1},a_{p}-1\\\mathbf {b_{q}} \end{matrix}}\;\right|\;z\right)\qquad n<p\quad h=p}
Da queste quattro proprietà se ne possono ricavare altre semplicemente calcolando la derivata a sinistra dell'uguale e manipolando un po'. Ad esempio:
{\displaystyle z{\frac {d}{dz}}G_{p,q}^{m,n}\left(\left.{\begin{matrix}\mathbf {a_{p}} \\\mathbf {b_{q}} \end{matrix}}\;\right|\;z\right)=G_{p,q}^{m,n}\left(\left.{\begin{matrix}a_{1}-1,a_{2},\dots ,a_{p}\\\mathbf {b_{q}} \end{matrix}}\;\right|\;z\right)+(a_{1}-1)G_{p,q}^{m,n}\left(\left.{\begin{matrix}\mathbf {a_{p}} \\\mathbf {b_{q}} \end{matrix}}\;\right|\;z\right)\qquad n\geq 1}
ed inoltre:
{\displaystyle z^{k}{\frac {d^{k}}{dz^{k}}}\left\{G_{p,q}^{m,n}\left(\left.{\begin{matrix}\mathbf {a_{p}} \\\mathbf {b_{q}} \end{matrix}}\;\right|\;z\right)\right\}=G_{p+1,q+1}^{m,n+1}\left(\left.{\begin{matrix}0,\mathbf {a_{p}} \\\mathbf {b_{q}} ,k\end{matrix}}\;\right|\;z\right)}
{\displaystyle z^{k}{\frac {d^{k}}{dz^{k}}}\left\{G_{p,q}^{m,n}\left(\left.{\begin{matrix}\mathbf {a_{p}} \\\mathbf {b_{q}} \end{matrix}}\;\right|\;{\frac {1}{z}}\right)\right\}=(-1)^{k}G_{p+1,q+1}^{m,n+1}\left(\left.{\begin{matrix}1-k,\mathbf {a_{p}} \\\mathbf {b_{q}} ,1\end{matrix}}\;\right|\;z\right)}
ovviamente molte delle proprietà della funzione ipergeometrica possono essere dedotte da queste appena enunciate.

### Teorema della moltiplicazione
Nell'ipotesi in cui {\displaystyle z\neq 0} e che {\displaystyle m}, {\displaystyle n}, {\displaystyle p} e {\displaystyle q} siano interi con:
{\displaystyle q\geq 1\qquad 0\leq n\leq p\leq q\qquad 0\leq m\leq q}
è valida la seguente relazione:
{\displaystyle G_{p,q}^{m,n}\left(\left.{\begin{matrix}\mathbf {a_{p}} \\\mathbf {b_{q}} \end{matrix}}\;\right|\;wz\right)=\sum _{k=0}^{\infty }{\frac {(w-1)^{k}}{k!}}G_{p+1,q+1}^{m,n+1}\left(\left.{\begin{matrix}0,\mathbf {a_{p}} \\\mathbf {b_{q}} ,k\end{matrix}}\;\right|\;z\right)}
che si dimostra sfruttando le precedenti formule di derivazione. Tale teorema è una generalizzazione di teoremi simili esistenti per le funzioni di Bessel, la funzione ipergeometrica e quelle confluenti.

## Integrali che coinvolgono la funzione G
È valida la seguente formula di integrazione per la funzione {\displaystyle G}:
{\displaystyle \int _{0}^{\infty }z^{s-1}G_{p,q}^{m,n}\left(\left.{\begin{matrix}\mathbf {a_{p}} \\\mathbf {b_{q}} \end{matrix}}\;\right|\;\eta z\right)dz={\frac {\eta ^{-s}\prod _{j=1}^{m}\Gamma (b_{j}+s)\prod _{j=1}^{n}\Gamma (1-a_{j}-s)}{\prod _{j=m+1}^{q}\Gamma (1-b_{j}-s)\prod _{j=n+1}^{p}\Gamma (a_{j}+s)}}}
Tale relazione integrale è valida nell'ipotesi {\displaystyle p\leq q}; nel caso in cui {\displaystyle p>q} basta applicare la continuità analitica della funzione {\displaystyle G}:
{\displaystyle \int _{0}^{\infty }z^{s-1}G_{p,q}^{m,n}\left(\left.{\begin{matrix}\mathbf {a_{p}} \\\mathbf {b_{q}} \end{matrix}}\;\right|\;\eta z\right)dz=\int _{0}^{\infty }z^{s-1}G_{q,p}^{n,m}\left(\left.{\begin{matrix}1-\mathbf {b_{q}} \\1-\mathbf {a_{p}} \end{matrix}}\;\right|\;{\frac {1}{\eta y}}\right)dy=}
{\displaystyle =\int _{0}^{\infty }x^{-s-1}G_{q,p}^{n,m}\left(\left.{\begin{matrix}1-\mathbf {b_{q}} \\1-\mathbf {a_{p}} \end{matrix}}\;\right|\;{\frac {x}{\eta }}\right)dx}
Un'altra notevole proprietà integrale è quella che permette di rappresentare l'integrale del prodotto tra due funzioni {\displaystyle G} con un'unica funzione:
{\displaystyle \int _{0}^{\infty }G_{p,q}^{m,n}\left(\left.{\begin{matrix}\mathbf {a_{p}} \\\mathbf {b_{q}} \end{matrix}}\;\right|\;\eta x\right)G_{\sigma ,\tau }^{\mu ,\nu }\left(\left.{\begin{matrix}\mathbf {c_{\sigma }} \\\mathbf {d_{\tau }} \end{matrix}}\;\right|\;\omega x\right)dx=}
{\displaystyle ={\frac {1}{\eta }}G_{q+\sigma ,p+\tau }^{n+\mu ,m+\nu }\left(\left.{\begin{matrix}-b_{1},\dots ,-b_{m},\mathbf {c_{\sigma }} ,-b_{m+1},\dots ,-b_{q}\\-a_{1},\dots ,-a_{n},\mathbf {d_{\tau }} ,-a_{n+1},\dots ,-a_{p}\end{matrix}}\;\right|\;{\frac {\omega }{\eta }}\right)=}
{\displaystyle =G_{p+\tau ,q+\sigma }^{m+\nu ,n+\mu }\left(\left.{\begin{matrix}a_{1},\dots ,a_{n},-\mathbf {d_{\tau }} ,a_{n+1},\dots ,a_{p}\\b_{1},\dots ,b_{m},-\mathbf {c_{\sigma }} ,b_{m+1},\dots ,b_{q}\end{matrix}}\;\right|\;{\frac {\omega }{\eta }}\right)}

## La trasformata di Laplace
Utilizzando tutte le proprietà indicate fino ad ora è possibile dimostrare la seguente relazione:
{\displaystyle \int _{0}^{\infty }e^{-\omega y}y^{-\alpha }G_{p,q}^{m,n}\left(\left.{\begin{matrix}\mathbf {a_{p}} \\\mathbf {b_{q}} \end{matrix}}\;\right|\;zy\right)dy=\omega ^{\alpha -1}G_{p+1,q}^{m,n+1}\left(\left.{\begin{matrix}\alpha ,\mathbf {a_{p}} \\\mathbf {b_{q}} \end{matrix}}\;\right|\;{\frac {z}{\omega }}\right)}
questa è una formula leggermente più generale per la trasformata di Laplace. In particolare, per ottenere la trasformata di Laplace canonica basta porre {\displaystyle \alpha =0}.
La trasformata generalizzata di Laplace inversa è:
{\displaystyle G_{p,q}^{m,n}\left(\left.{\begin{matrix}\mathbf {a_{p}} \\\mathbf {b_{q}} \end{matrix}}\;\right|\;{\frac {y}{\omega }}\right)z^{-\alpha }G_{p,q+1}^{m,n+1}\left(\left.{\begin{matrix}\mathbf {a_{p}} \\\mathbf {b_{q}} ,\alpha \end{matrix}}\;\right|\;zy\right)={\frac {1}{2\pi i}}\int _{c-i\infty }^{c+i\infty }e^{\omega z}\omega ^{\alpha -1}G_{p,q}^{m,n}\left(\left.{\begin{matrix}\mathbf {a_{p}} \\\mathbf {b_{q}} \end{matrix}}\;\right|\;{\frac {y}{\omega }}\right)d\omega }
dove {\displaystyle c} è una costante reale maggiore di zero,{\displaystyle z} è reale ed inoltre {\displaystyle z,y\neq 0}. 
Si può dimostrare anche la seguente relazione, che rappresenta un'altra trasformata di Laplace che riguarda la funzione {\displaystyle G}:
{\displaystyle \int _{0}^{\infty }e^{-\beta x}G_{p,q}^{m,n}\left(\left.{\begin{matrix}\mathbf {a_{p}} \\\mathbf {b_{q}} \end{matrix}}\;\right|\;\alpha x^{2}\right)={\frac {\sqrt {\pi }}{\beta }}G_{p+2,q}^{m,n+2}\left(\left.{\begin{matrix}0,{\frac {1}{2}},\mathbf {a_{p}} \\\mathbf {b_{q}} \end{matrix}}\;\right|\;{\frac {4\alpha }{\beta ^{2}}}\right)}

## Trasformate integrali con la funzione G
In generale, due funzione {\displaystyle k(z,y)} e {\displaystyle h(z,y)} sono detti nuclei di trasformazione se, date due funzioni {\displaystyle f(z)} e {\displaystyle g(z)}, le due relazioni:
{\displaystyle g(z)=\int _{0}^{\infty }k(z,y)f(y)dy,}
{\displaystyle f(z)=\int _{0}^{\infty }h(z,y)g(y)dy}
sono verificate contemporaneamente. I due nuclei sono anche simmetrici se {\displaystyle k(z,y)=h(z,y)}. 

### La trasformata secondo Narain
Narayana Pandit ha dimostrato (1962, 1963) che le funzioni:
{\displaystyle k(z,y)=2\gamma z^{\nu -1/2}G_{p+q,m+n}^{m,p}\left(\left.{\begin{matrix}\mathbf {a_{p}} ,\mathbf {b_{q}} \\\mathbf {c_{m}} ,\mathbf {d_{n}} \end{matrix}}\;\right|\;z^{2\gamma }\right)}
{\displaystyle h(z,y)=2\gamma z^{\nu -1/2}G_{p+q,m+n}^{n,q}\left(\left.{\begin{matrix}-\mathbf {b_{q}} ,-\mathbf {a_{p}} \\\mathbf {d_{n}} ,\mathbf {c_{m}} \end{matrix}}\;\right|\;z^{2\gamma }\right)}
sono in generale due kernel asimmetrici. Nel caso particolare in cui {\displaystyle p=q}, {\displaystyle m=n}, {\displaystyle a_{j}+b_{j}=0} per {\displaystyle j=1,2,\dots ,p} e {\displaystyle b_{h}+d_{h}=0} per {\displaystyle h=1,2,\dots ,m}, si dimostra che i due nuclei sono simmetrici.

### La trasformata secondo Wimp
Jet Wimp nel 1964 ha dimostrato che le seguenti due funzioni sono nuclei di trasformazione asimmetrici:
{\displaystyle k(z,y)=G_{p+2,q}^{m,n+2}\left(\left.{\begin{matrix}1-\nu +iz,1-\nu -iz,\mathbf {a_{p}} \\\mathbf {b_{q}} \end{matrix}}\;\right|\;y\right)}
{\displaystyle h(z,y)={\frac {i}{\pi }}ye^{-\nu \pi i}\left[e^{\pi y}A(ze^{i\pi }|\nu +iy,\nu -iy)-e^{-\pi y}A(\nu -iy,\nu +iy|ze^{i\pi })\right]}
dove la funzione {\displaystyle A(\cdot )} è definita come:
{\displaystyle A(\alpha ,\beta |z)=G_{p+2,q}^{q-m,p-n+1}\left(\left.{\begin{matrix}-a_{n+1},-a_{n+2},\dots ,-a_{p},\alpha ,-a_{1},-a_{2},\dots ,-a_{n},\beta \\-b_{m+1},-b_{m+2},\dots ,-b_{p},-b_{1},-b_{2},\dots ,-b_{m}\end{matrix}}\;\right|\;z\right)}

## Relazioni tra la funzione G ed altre funzioni elementari
La seguente lista mostra come sia possibile esprimere molte funzioni in termini della funzione {\displaystyle G}:
{\displaystyle e^{x}=G_{0,1}^{1,0}\left(\left.{\begin{matrix}-\\0\end{matrix}}\;\right|\;-x\right)\qquad \forall x}
{\displaystyle \cos x={\frac {1}{\sqrt {\pi }}}G_{0,2}^{1,0}\left(\left.{\begin{matrix}-\\0,1/2\end{matrix}}\;\right|\;{\frac {x^{2}}{4}}\right)\qquad \forall x}
{\displaystyle \sin x={\frac {2}{\sqrt {\pi }}}G_{0,2}^{1,0}\left(\left.{\begin{matrix}-\\0,-1/2\end{matrix}}\;\right|\;{\frac {x^{2}}{4}}\right)\qquad x\geq 0}
{\displaystyle \cosh x={\frac {1}{\sqrt {\pi }}}G_{0,2}^{1,0}\left(\left.{\begin{matrix}-\\0,1/2\end{matrix}}\;\right|\;-{\frac {x^{2}}{4}}\right)\qquad \forall x}
{\displaystyle \sinh x={\frac {2}{\pi }}G_{0,2}^{1,0}\left(\left.{\begin{matrix}-\\0,-1/2\end{matrix}}\;\right|\;-{\frac {x^{2}}{4}}\right)\qquad x\geq 0}
{\displaystyle \arcsin x=2{\sqrt {\pi }}G_{2,2}^{1,2}\left(\left.{\begin{matrix}3/2,3/2\\1,1/2\end{matrix}}\;\right|\;-x^{2}\right)\qquad |x|<1}
{\displaystyle \arctan x=2G_{2,2}^{1,2}\left(\left.{\begin{matrix}3/2,1\\1,1/2\end{matrix}}\;\right|\;x^{2}\right)\qquad |x|<1}
{\displaystyle \ln(1+x)=G_{2,2}^{1,0}\left(\left.{\begin{matrix}1,1\\1,0\end{matrix}}\;\right|\;x\right)\qquad |x|<1}
{\displaystyle J_{\alpha }(x)=G_{0,4}^{2,0}\left(\left.{\begin{matrix}-\\{\frac {\alpha }{4}},{\frac {\alpha +2}{4}},{\frac {-\alpha }{4}},{\frac {-\alpha +2}{4}}\end{matrix}}\;\right|\;{\frac {x^{4}}{256}}\right)\qquad \forall x}
{\displaystyle Y_{\alpha }(x)=G_{1,3}^{2,0}\left(\left.{\begin{matrix}{\frac {-\alpha -1}{2}}\\\alpha /2,-\alpha /2,{\frac {-\alpha -1}{2}}\end{matrix}}\;\right|\;{\frac {x^{2}}{2}}\right)\qquad \forall x}
Le ultime due funzioni sono le funzioni di Bessel di primo e secondo tipo.